# Lincheng (sockenhuvudort i Kina, Zhejiang Sheng, lat 30,00, long 122,20)
Lincheng (kinesiska: 临城) är en sockenhuvudort i Kina. Den ligger i provinsen Zhejiang, i den östra delen av landet, omkring 200 kilometer öster om provinshuvudstaden Hangzhou. Antalet invånare är 55 897. Befolkningen består av 25 296 kvinnor och 30 601 män. Barn under 15 år utgör 10,0 %, vuxna 15-64 år 81 %, och äldre över 65 år 7,0 %.
Närmaste större samhälle är Shenjiamen, 10,3 km öster om Lincheng. 
Genomsnittlig årsnederbörd är 1 783 millimeter. Den regnigaste månaden är juni, med i genomsnitt 312 mm nederbörd, och den torraste är januari, med 53 mm nederbörd.